# Lista zawodowych mistrzów świata wagi junior piórkowej w boksie
Waga junior piórkowa jest jedną z młodszych kategorii boksu zawodowego. Została wprowadzona w roku 1920 ale nigdy nie była w pełni uznawana. Usankcjonowana została w roku 1976 przez WBC a następnie przyjęta przez WBA (1977), IBF (1983) i WBO (1989). Jej limit wynosi 55,3 kg (122 funtów).
Każda z federacji boksu zawodowego uznaje swoich mistrzów świata i prowadzi własne listy bokserów ubiegających się o tytuł. Poniżej zestawiono mistrzów świata czterech podstawowych organizacji boksu zawodowego:
- World Boxing Association (WBA) powstała w roku 1962 na bazie istniejącej od 1921 roku National Boxing Association (NBA),
- World Boxing Council (WBC) założona w roku 1963,
- International Boxing Federation (IBF) założona w 1983,
- World Boxing Organization (WBO) założona w roku 1988.
| Zdobycie tytułu | Utrata tytułu        | Mistrz                    | Mistrz            | Organizacja     | Obrona tytułu |
| --- | -------------------- | ------------------------- | ----------------- | --------------- | ------------- |
| 3 kwietnia 1976 | 9 października 1976  | Rigoberto Riasco          | Panama            | WBC             | 2             |
| Riasco został inauguracyjnym mistrzem WBC po zwycięstwie przez TKO w 9r nad Kenijczykiem Waruinge Nakayamą.                                                                                      |                      |                           |                   |                 |               |
| 9 października 1976 | 24 listopada 1976    | Royal Kobayashi           | Japonia           | WBC             | 0             |
| 24 listopada 1976 | 21 maja 1977         | Yum Dong-kyun             | Korea Południowa  | WBC             | 1             |
| 21 maja 1977 | kwiecień 1983        | Wilfredo Gómez            | Portoryko         | WBC             | 17            |
| Gómez pozostawił wakujący tytuł przechodząc do kategorii piórkowej. |                      |                           |                   |                 |               |
| 26 listopada 1977 | 7 maja 1978          | Hong Soo-hwan             | Korea Południowa  | WBA             | 1             |
| Hong został inauguracyjnym mistrzem WBA po zwycięstwie przez KO w 3r nad Hectorem Carrasquillą z Panamy.                                                                                         |                      |                           |                   |                 |               |
| 7 maja 1978 | 4 maja 1980          | Ricardo Cardona           | Kolumbia          | WBA             | 5             |
| 4 maja 1980 | 9 sierpnia 1980      | Leo Randolph              | Stany Zjednoczone | WBA             | 0             |
| 9 sierpnia 1980 | 12 czerwca 1982      | Sergio Victor Palma       | Argentyna         | WBA             | 5             |
| 12 czerwca 1982 | 22 lutego 1984       | Leonardo Cruz             | Dominikana        | WBA             | 3             |
| 15 czerwca 1983 | 3 listopada 1984     | Jaime Garza               | Stany Zjednoczone | WBC             | 1             |
| 4 grudnia 1983 | 15 kwietnia 1984     | Bobby Berna               | Filipiny          | IBF             | 0             |
| Berna został inauguracyjnym mistrzem IBF po zwycięstwie przez TKO w 9r nad Południowokoreańczykiem Suh Sung-inem.                                                                                |                      |                           |                   |                 |               |
| 22 lutego 1984 | 26 maja 1984         | Loris Stecca              | Włochy            | WBA             | 0             |
| 15 kwietnia 1984 | 3 stycznia 1985      | Suh Sung-in               | Korea Południowa  | IBF             | 1             |
| 26 maja 1984 | listopad 1986        | Victor Callejas           | Portoryko         | WBA             | 2             |
| Callejas zrezygnował z tytułu z powodu przerwy w występach. |                      |                           |                   |                 |               |
| 3 listopada 1984 | 18 sierpnia 1985     | Juan Meza                 | Meksyk            | WBC             | 1             |
| 3 stycznia 1985 | 1986                 | Kim Ji-won                | Korea Południowa  | IBF             | 4             |
| Kim pozostawił wakujący tytuł kończąc karierę. |                      |                           |                   |                 |               |
| 18 sierpnia 1985 | 18 stycznia 1986     | Lupe Pintor               | Meksyk            | WBC             | 0             |
| 18 stycznia 1986 | 8 maja 1987          | Samart Payakaroon         | Tajlandia         | WBC             | 1             |
| 16 stycznia 1987 | 28 listopada 1987    | Louie Espinoza            | Stany Zjednoczone | WBA             | 2             |
| 18 stycznia 1987 | 1988                 | Lee Seung-hoon            | Korea Południowa  | IBF             | 3             |
| Lee zdobył wakujący tytuł pokonując Taja Prayurasaka Muangsurina przez TKO w 9r. Pozostawił wakujący tytuł IBF starając się o pas organizacji WBC.                                               |                      |                           |                   |                 |               |
| 8 maja 1987 | 1988                 | Jeff Fenech               | Australia         | WBC             | 2             |
| Fenech pozostawił wakujący tytuł przystępując do walki o tytuł WBC w wadze piórkowej 7 marca 1988 przeciwko Victorowi Callejasowi.                                                               |                      |                           |                   |                 |               |
| 28 listopada 1987 | 22 lutego 1988       | Julio Gervacio            | Dominikana        | WBA             | 0             |
| 22 lutego 1988 | 28 maja 1988         | Bernardo Piñango          | Wenezuela         | WBA             | 0             |
| 29 lutego 1988 | 23 kwietnia 1990     | Daniel Zaragoza           | Meksyk            | WBC             | 5             |
| 21 maja 1988 | 10 marca 1989        | Jose Sanabria             | Wenezuela         | IBF             | 3             |
| 28 maja 1988 | 11 grudnia 1989      | Juan José Estrada         | Meksyk            | WBA             | 3             |
| 10 marca 1989 | 10 marca 1990        | Fabrice Bénichou          | Francja           | IBF             | 2             |
| 29 kwietnia 1989 | 9 grudnia 1989       | Kenny Mitchell            | Stany Zjednoczone | WBO             | 1             |
| Mitchell został inauguracyjnym mistrzem WBO po zwycięstwie nad Julio Gervacio z Dominikany. |                      |                           |                   |                 |               |
| 9 grudnia 1989 | 12 maja 1990         | Valerio Nati              | Włochy            | WBO             | 0             |
| 11 grudnia 1989 | 1990                 | Jesus Salud               | Stany Zjednoczone | WBA             | 0             |
| Salud pozbawiony został tytułu WBA za odmowę walki z oficjalnym pretendentem. |                      |                           |                   |                 |               |
| 10 marca 1990 | 2 grudnia 1992       | Welcome Ncita             | Południowa Afryka | IBF             | 6             |
| 23 kwietnia 1990 | 5 listopada 1990     | Paul Banke                | Stany Zjednoczone | WBC             | 1             |
| 12 maja 1990 | 24 maja 1991         | Orlando Fernandez         | Portoryko         | WBO             | 0             |
| 11 września 1990 | 7 października 1991  | Luis Enrique Mendoza      | Kolumbia          | WBA             | 4             |
| 5 listopada 1990 | 3 lutego 1991        | Pedro Décima              | Argentyna         | WBC             | 0             |
| 3 lutego 1991 | 14 czerwca 1991      | Kiyoshi Hatanaka          | Japonia           | WBC             | 0             |
| 24 maja 1991 | 15 października 1992 | Jesse Benavides           | Stany Zjednoczone | WBO             | 1             |
| 14 czerwca 1991 | 20 marca 1992        | Daniel Zaragoza           | Meksyk            | WBC             | 2             |
| 7 października 1991 | 27 marca 1992        | Raúl Pérez                | Meksyk            | WBA             | 0             |
| 20 marca 1992 | 23 czerwca 1992      | Thierry Jacob             | Francja           | WBC             | 0             |
| 27 marca 1992 | 13 maja 1995         | Wilfredo Vázquez          | Portoryko         | WBA             | 9             |
| 23 czerwca 1992 | 26 sierpnia 1994     | Tracy Harris Patterson    | Stany Zjednoczone | WBC             | 4             |
| 15 października 1992 | 9 czerwca 1993       | Duke McKenzie             | Wielka Brytania   | WBO             | 0             |
| 2 grudnia 1992 | 20 sierpnia 1994     | Kennedy McKinney          | Stany Zjednoczone | IBF             | 5             |
| 9 czerwca 1993 | 31 marca 1995        | Daniel Jiménez            | Portoryko         | WBO             | 4             |
| 20 sierpnia 1994 | 1999                 | Vuyani Bungu              | Południowa Afryka | IBF             | 13            |
| Bungu pozostawił wakujący tytuł przenosząc się do wagi piórkowej. |                      |                           |                   |                 |               |
| 26 sierpnia 1994 | 6 listopada 1995     | Hector Acero Sanchez      | Dominikana        | WBC             | 2             |
| 31 marca 1995 | 22 listopada 1996    | Marco Antonio Barrera     | Meksyk            | WBO             | 8             |
| 13 maja 1995 | 1998                 | Antonio Cermeño           | Wenezuela         | WBA             | 7             |
| Cermeño pozostawił wakujący tytuł przenosząc się do wagi piórkowej. |                      |                           |                   |                 |               |
| 6 listopada 1995 | 6 września 1997      | Daniel Zaragoza           | Meksyk            | WBC             | 4             |
| 22 listopada 1996 | 19 grudnia 1997      | Junior Jones              | Stany Zjednoczone | WBO             | 1             |
| 6 września 1997 | 19 lutego 2000       | Érik Morales              | Meksyk            | WBC             | 9             |
| 19 grudnia 1997 | 1998                 | Kennedy McKinney          | Stany Zjednoczone | WBO             | 0             |
| McKinney pozostawił wakujący tytuł przenosząc się do wagi piórkowej. |                      |                           |                   |                 |               |
| 8 lutego 1998 | 12 grudnia 1998      | Enrique Sánchez           | Meksyk            | WBA             | 0             |
| 31 października 1998 | 19 lutego 2000       | Marco Antonio Barrera     | Meksyk            | WBO             | 2             |
| 12 grudnia 1998 | 4 marca 2000         | Nestor Garza              | Meksyk            | WBA             | 2             |
| 29 maja 1999 | 23 czerwca 2001      | Lehlohonolo Ledwaba       | Południowa Afryka | IBF             | 5             |
| 19 lutego 2000 | luty 2000            | Érik Morales              | Meksyk            | WBC i WBO       | 0             |
| Morales natychmiast po zwycięstwie nad Barrerą i unifikacji tytułów WBC i WBO zrezygnował z nich przechodząc się do kategorii piórkowej.                                                         |                      |                           |                   |                 |               |
| luty 2000 | 2001                 | Marco Antonio Barrera     | Meksyk            | WBO             | 3             |
| Barrerze przywrócono tytuł WBO po rezygnacji z niego przez Erika Moralesa. Zrezygnował z tytułu zostając 7 kwietnia 2001 mistrzem organizacji IBO w wadze piórkowej.                             |                      |                           |                   |                 |               |
| 4 marca 2000 | 2001                 | Clarence Adams            | Stany Zjednoczone | WBA             | 2             |
| Adams zrezygnował z tytułu WBA stając do pojedynku z Paulie Ayalą o tytuł organizacji IBO. |                      |                           |                   |                 |               |
| 9 września 2000 | 1 listopada 2002     | Willie Jorrin             | Meksyk            | WBC             | 2             |
| 23 czerwca 2001 | 2002                 | Agapito Sánchez           | Dominikana        | WBO             | 1             |
| Sanchez zdobył wakujący tytuł po zwycięstwie nad Kolumbijczykiem Jorge Monsalvo przez KO w 7r. Pozbawiony został tytułu z powodu braku aktywności po remisie z Manny Pacquiao 10 listopada 2001. |                      |                           |                   |                 |               |
| 23 czerwca 2001 | 2003                 | Manny Pacquiao            | Filipiny          | IBF             | 4             |
| Pacquiao pozostawił wakujący tytuł przenosząc się do wagi piórkowej. |                      |                           |                   |                 |               |
| 17 listopada 2001 | 21 lutego 2002       | Yober Ortega              | Wenezuela         | WBA             | 0             |
| 21 lutego 2002 | 18 maja 2002         | Yoddamrong Sithyodthong   | Tajlandia         | WBA             | 0             |
| 18 maja 2002 | 9 października 2002  | Osamu Sato                | Japonia           | WBA             | 0             |
| 17 sierpnia 2002 | lipiec 2005          | Joan Guzmán               | Dominikana        | WBO             | 2             |
| Guzman pozostawił wakujący tytuł przenosząc się do wyższych kategorii. |                      |                           |                   |                 |               |
| 9 października 2002 | 4 lipca 2003         | Salim Medjkoune           | Francja           | WBA             | 1             |
| 1 listopada 2002 | 3 grudnia 2005       | Óscar Larios              | Meksyk            | WBC             | 7             |
| 4 lipca 2003 | 18 marca 2006        | Mahyar Monshipour         | Francja           | WBA             | 5             |
| 25 marca 2004 | 2005                 | Israel Vázquez            | Meksyk            | IBF             | 2             |
| Vázquez zdobył wakujący tytuł pokonując Jose Luisa Valbuenę przez TKO w 12r. Pozbawiony został tytułu za brak zainteresowania dalszą jego obroną.                                                |                      |                           |                   |                 |               |
| 29 października 2005 | 7 czerwca 2008       | Daniel Ponce de León      | Meksyk            | WBO             | 6             |
| 3 grudnia 2005 | 3 marca 2007         | Israel Vázquez            | Meksyk            | WBC             | 2             |
| 18 marca 2006 | 4 października 2006  | Somsak Sithchatchawal     | Tajlandia         | WBA             | 0             |
| 4 października 2006 | 21 listopada 2008    | Celestino Caballero       | Panama            | WBA             | 6             |
| 10 listopada 2006 | 21 listopada 2008    | Steve Molitor             | Kanada            | IBF             | 5             |
| 3 marca 2007 | 4 sierpnia 2007      | Rafael Márquez            | Meksyk            | WBC             | 0             |
| 4 sierpnia 2007 | grudzień 2008        | Israel Vázquez            | Meksyk            | WBC             | 1             |
| Vázquez stracił tytuł nie mogąc przystąpić do jego obrony ze względu na problemy zdrowotne. |                      |                           |                   |                 |               |
| 7 czerwca 2008 | styczeń 2010         | Juan Manuel López         | Portoryko         | WBO             | 5             |
| López pozostawił wakujący tytuł przechodząc do wagi piórkowej. |                      |                           |                   |                 |               |
| 21 listopada 2008 | 5 lutego 2010        | Celestino Caballero       | Panama            | WBA Super i IBF | 2             |
| Caballero pozbawiony został tytułu IBF za odmowę walki z oficjalnym pretendentem Takalani Ndlovu.                                                                                                |                      |                           |                   |                 |               |
| 21 listopada 2008 | 21 marca 2009        | Ricardo Córdoba           | Panama            | WBA             | 0             |
| Cordoba od 18 września 2008 po pokonaniu Luisa Alberto Pereza był mistrzem tymczasowym. 21 listopada po tym jak Celestino Caballero zdobył tytuł supermistrza został mistrzem regularnym.        |                      |                           |                   |                 |               |
| 3 stycznia 2009 | marzec 2012          | Toshiaki Nishioka         | Japonia           | WBC             | 7             |
| 21 marca 2009 | 26 września 2009     | Bernard Dunne             | Irlandia          | WBA             | 0             |
| 26 września 2009 | 2 października 2010  | Poonsawat Kratingdaenggym | Tajlandia         | WBA             | 2             |
| 5 lutego 2010 | 10 grudnia 2010      | Celestino Caballero       | Panama            | WBA Super       | 0             |
| Caballero zrezygnował z tytułu przechodząc do wagi piórkowej. |                      |                           |                   |                 |               |
| 27 lutego 2010 | 7 maja 2011          | Wilfredo Vázquez Jr.      | Portoryko         | WBO             | 2             |
| Vázquez zdobył wakujący tytuł pokonując Filipińczyka Marvina Sonsonę przez KO w 4r. |                      |                           |                   |                 |               |
| 27 marca 2010 | 26 marca 2011        | Steve Molitor             | Kanada            | IBF             | 1             |
| 2 października 2010 | 30 stycznia 2011     | Lee Ryol-li               | Japonia           | WBA             | 0             |
| 30 stycznia 2011 | 9 lipca 2011         | Akifumi Shimoda           | Japonia           | WBA             | 0             |
| 26 marca 2011 | 24 marca 2012        | Takalani Ndlovu           | Południowa Afryka | IBF             | 1             |
| 7 maja 2011 | listopad 2011        | Jorge Arce                | Meksyk            | WBO             | 1             |
| Arce zrezygnował z tytułu zamierzając walczyć o pas WBO w kategorii koguciej. |                      |                           |                   |                 |               |
| 9 lipca 2011 | 20 stycznia 2012     | Rico Ramos                | Stany Zjednoczone | WBA             | 0             |
| 20 stycznia 2012 | 13 kwietnia 2013     | Guillermo Rigondeaux      | Kuba              | WBA             | 5             |
| Rigondeaux po pokonaniu Nonito Donaire został promowany do pozycji supermistrza WBA. |                      |                           |                   |                 |               |
| 4 lutego 2012 | 7 lipca 2012         | Nonito Donaire            | Filipiny          | WBO             | 0             |
| Donaire zdobył wakujący tytuł zwyciężając niejednogłośnie na punkty Wilfredo Vázqueza Jr. |                      |                           |                   |                 |               |
| 24 marca 2012 | 7 lipca 2012         | Jeffrey Mathebula         | Południowa Afryka | IBF             | 0             |
| 21 kwietnia 2012 | luty 2013            | Abner Mares               | Meksyk            | WBC             | 1             |
| Mares zdobył wakujący tytuł zwyciężając jednogłośnie na punkty Portorykańczyka Erica Morela. Zwakował tytuł przchodząc do wyższej kategorii.                                                     |                      |                           |                   |                 |               |
| 7 lipca 2012 | październik 2012     | Nonito Donaire            | Filipiny          | WBO i IBF       | 0             |
| październik 2012 | 13 kwietnia 2013     | Nonito Donaire            | Filipiny          | WBO             | 2             |
| Donaire zwakował tytuł mistrza IBF. |                      |                           |                   |                 |               |
| 16 lutego 2013 | 17 sierpnia 2013     | Jonathan Romero           | Kolumbia          | IBF             | 0             |
| Romero zdobył wakujący tytuł mistrza IBF w wadze junior piórkowej zwyciężając niejednogłośnie na punkty Alejandro Lopeza (Meksyk).                                                               |                      |                           |                   |                 |               |
| 13 kwietnia 2013 | Nadal                | Guillermo Rigondeaux      | Kuba              | WBA Super i WBO | 3             |
| 20 kwietnia 2013 | 24 sierpnia 2013     | Victor Terrazas           | Meksyk            | WBC             | 0             |
| Terrazas zdobył wakujący tytuł mistrza WBC zwyciężając niejednogłośnie na punkty Cristiana Mijaresa (Meksyk).                                                                                    |                      |                           |                   |                 |               |
| 17 sierpnia 2013 | 6 września 2014      | Kiko Martínez             | Hiszpania         | IBF             | 2             |
| 24 sierpnia 2013 | Nadal                | Leo Santa Cruz            | Meksyk            | WBC             | 4             |
| 5 września 2013 | Nadal                | Scott Quigg               | Wielka Brytania   | WBA             | 6             |
| Quigg od 16 czerwca 2012 po pokonaniu Rendalla Munroe był mistrzem tymczasowym. 5 września 2013 po tym, jak Guillermo Rigondeaux zdobył tytuł supermistrza, został mistrzem regularnym.          |                      |                           |                   |                 |               |
| 6 września 2014 | Nadal                | Carl Frampton             | Wielka Brytania   | IBF             | 2             |